# Sint-Andrieskerk (Antwerpen)
De Sint-Andrieskerk is de parochiekerk van de Sint-Andriesparochie in de stad Antwerpen. Deze parochie valt ongeveer samen met de vierde wijk of het Sint-Andrieskwartier en was destijds bekend als de parochie van miserie. De bouw van de kerk werd begonnen door de broeders augustijnen in het begin van de 16e eeuw. Hendrik Conscience was een van de borelingen die in deze kerk werden gedoopt. Sinds 25 november 2007 werd een deel van de kerk ingericht en opengesteld als kerkmuseum.

## Geschiedenis

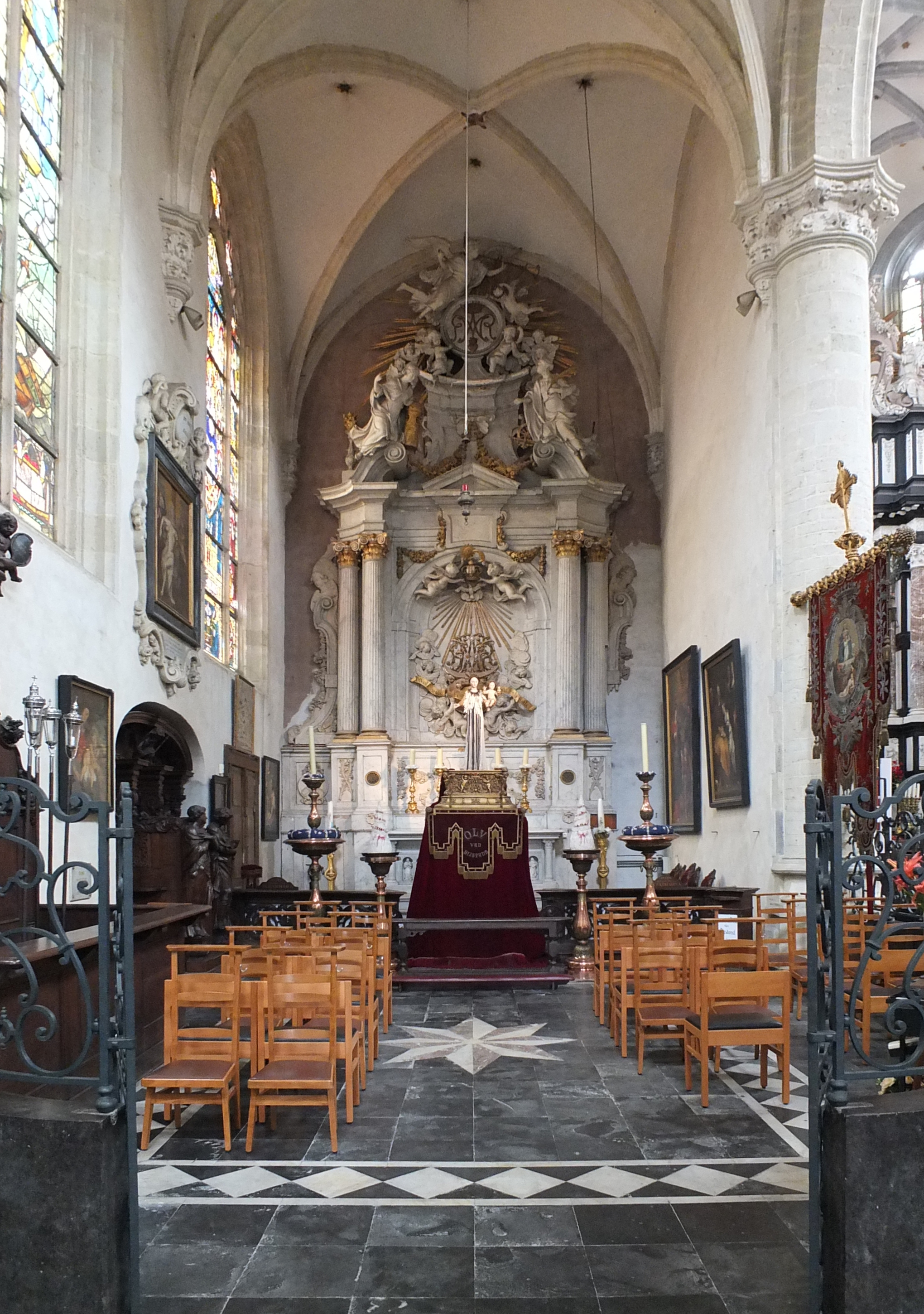
Mariakapel

Begin 16e eeuw kwamen uit Enkhuizen augustijnenobservanten van de Saksische Congregatie naar Antwerpen (ook wel augustijner heremieten of barrevoeters genaamd). Burgers Joost Hoens en Marc Mussche schonken hen een huis met grond in de Ridderstraat. Daarop bouwden ze een kapel, in 1513 toegewijd aan de Heilige Drievuldigheid. Het Onze-Lieve-Vrouwekapittel verzette zich en voerde procedures, maar gaf zich gewonnen nadat de augustijnen steun hadden gekregen van het stadsbestuur, dat zelfs de bouw van het klooster wilde bekostigen. In 1514 werd een overeenkomst bereikt. Daaruit blijkt dat de augustijnen met acht waren, geleid door de prior Johannes van Mechelen. De huidige Sint-Andrieskerk is de kloosterkerk die ze kort daarna begonnen te bouwen.
Na de 95 stellingen gingen de augustijnen openlijk het lutheranisme verkondigen. De in 1519 aangestelde prior Jacobus Praepositus, een Ieperling die in Wittenberg had gestudeerd, werd na een bezoek van Leuvense inquisiteurs gearresteerd. De augustijnen kozen Hendrik van Zutphen als nieuwe prior, maar dit was geen lang leven beschoren. De overheid hief het klooster op en nam op 6 oktober 1522 alle broeders gevangen. Sommigen werden vastgezet in Hoogstraten, de Antwerpse poorters in het begaardenklooster en de ongelukkigsten in het Kasteel van Vilvoorde. De volgende dag werd het augustijnenklooster dichtgemetseld. Met toestemming van keizer Karel V liet landvoogdes Margaretha het klooster begin 1523 slopen. Ondertussen hadden dertien augustijnen hun ketterij herroepen, maar drie weigerden dat. Jan van Essen en Hendrik Voes werden op 1 juli 1523 verbrand op de Grote Markt van Brussel. Ze waren de eerste protestantse martelaren van Europa. Lambrecht Thorn kwam in 1528 om in de Brusselse Steenpoort.
Bij de afbraak was de kerk, waarvan het schip af was tot de viering, gespaard. Ze werd verder afgewerkt als parochiekerk en op 6 juni 1529 gewijd aan Sint-Andries, de patroonheilige van het huis van Bourgondië. In 1541 nam de bouw van de westtoren een aanvang. Begin 17e eeuw keerden de augustijnen terug naar Antwerpen in een nieuw klooster in de Kammenstraat waar een nieuwe Sint-Augustinuskerk werd gebouwd.

## Schatkamer

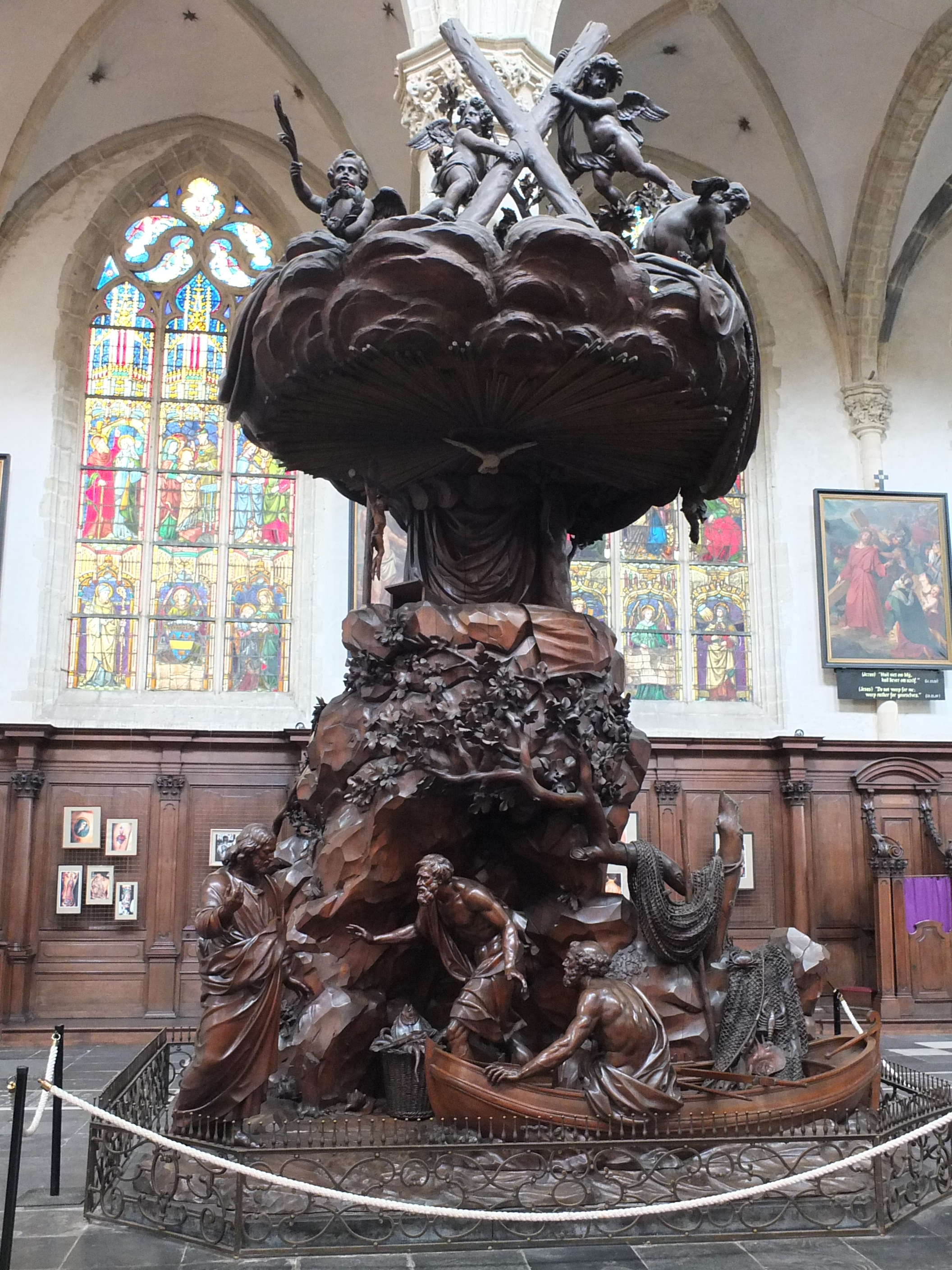
Preekstoel (1821) met daarop de roeping van Petrus en Andreas

Van april tot en met oktober zijn het kerkgebouw en de schatkamer open als museum. In november 2007 werd het kerkmuseum feestelijk geopend met een tentoonstelling die het verhaal bracht van bewogen Antwerpenaren die leefden rond en in de kerk. Dit verhaal, verspreid over vijf thema's, werd opgebouwd vanuit de klassieke indeling van de samenleving in arm en rijk. Indachtig de bijnaam van de Sint-Andriesparochie als Parochie van miserie werd een stuk lokale sociale geschiedenis gebracht. Het sociale tweeluik van de parochie wordt bovendien in beeld gebracht door een steeg- en een straatfoto die zowel de burgerij als het kantjesvolk vertegenwoordigen dat in het vroeger armoedige Sint-Andrieskwartier woonde.
De kerk bevat enkele toppers van het Antwerpse kunstpatrimonium:
- Het barokke hoofdaltaar.
- De naturalistische preekstoel van Jan-Baptist Van Hool en Jan-Frans Van Geel uit 1821 vertelt het verhaal uit het evangelie volgens Matteüs (Mt.4,18-20) van de roeping van de patroonheilige Andreas en diens broer Petrus. Beide vissers worden te midden van hun werk door Jezus aangesproken en weggeroepen om Hem te volgen en voortaan mensenvisser te zijn. Zonder dralen, maar nog vol verbazing over zo'n oproep verlaten zij hun netten. In de preekstoel valt de realistische weergave op van de personages, hun vangst en hun werkmateriaal in een naturalistisch decor van rotspartijen en plantengroei.
- Het albasten monument uit 1620 van Robrecht en Hans Colijns de Nole voor de katholieke Schotse koningin Mary Stuart (1542-1587), met een portret op koper door Pieter Pourbus.
- Een beeld van een serene Petrusfiguur (Artus Quellinus de Oude, 1658), getekend door de worsteling van het geweten omwille van zijn verloochening van Jezus.

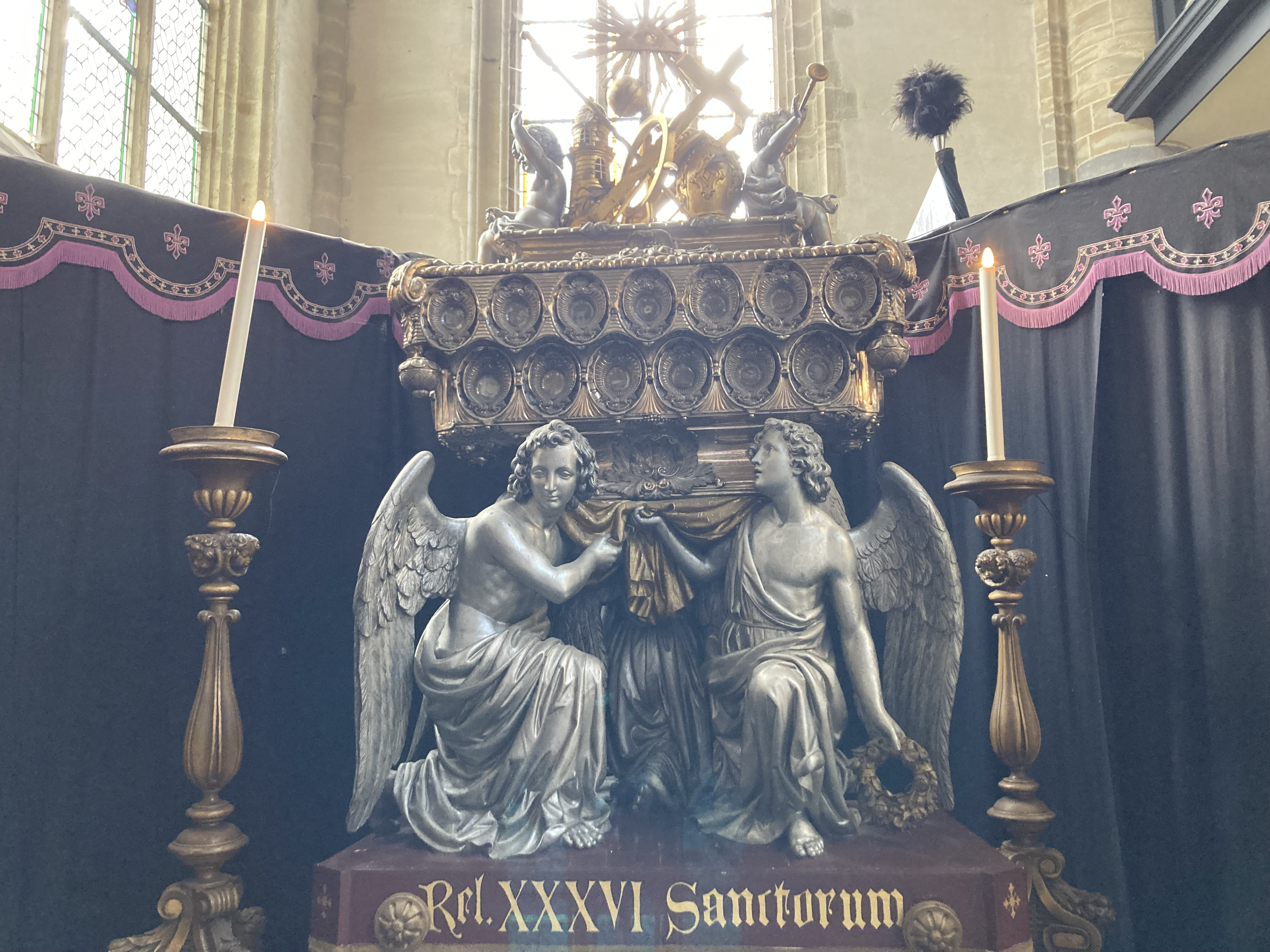
Reliekschrijn van de 36 Heiligen van Jan Pieter Antoon Verschuylen

- Reliekschrijn van de 36 Heiligen van Jan Pieter Antoon Verschuylen Het zilveren reliekschrijn van de 36 heiligen door Jan Pieter Antoon Verschuylen uit 1845[2] of 1846,[3] bestemd om door zestien mannen te worden meegedragen in de processie, wordt permanent getorst door engelen. Het grootste deel van de relieken was in 1571 door de toenmalige doge van Venetië geschonken aan koning Sebastiaan van Portugal en toen Spanje in 1580 Portugal bezette, nam Anton I van Portugal ze mee naar Parijs. In 1633 doken de relikwieën op in Antwerpen en werden eigendom van de Sint-Salvatorabdij. De eerste bekende processie met deze relieken dateert van 1672. De abdij werd in de loop van de zeventiende eeuw een klooster. Het werd tijdens de Franse periode opgeheven, in 1797 in het openbaar verkocht en uitgezonderd de kapel omgevormd tot woonhuizen. De relikwieën werden overgedragen aan de Sint-Andrieskerk. Onderdeel van deze relieken zijn rugwervels van de legendarische heilige Josaphat. De notie dat de schrijn relieken van 36 heiligen zou bevatten is gerelateerd aan de joodse legende dat iedere generatie 36 rechtvaardigen heeft van wier vroomheid het lot van wereld afhangt.
- Het eeuwenoude Madonnabeeld van de broederschap van Bijstand en Victorie kreeg in het jaar 2001 een nieuwe outfit van Ann Demeulemeester.

### Hoofdaltaar

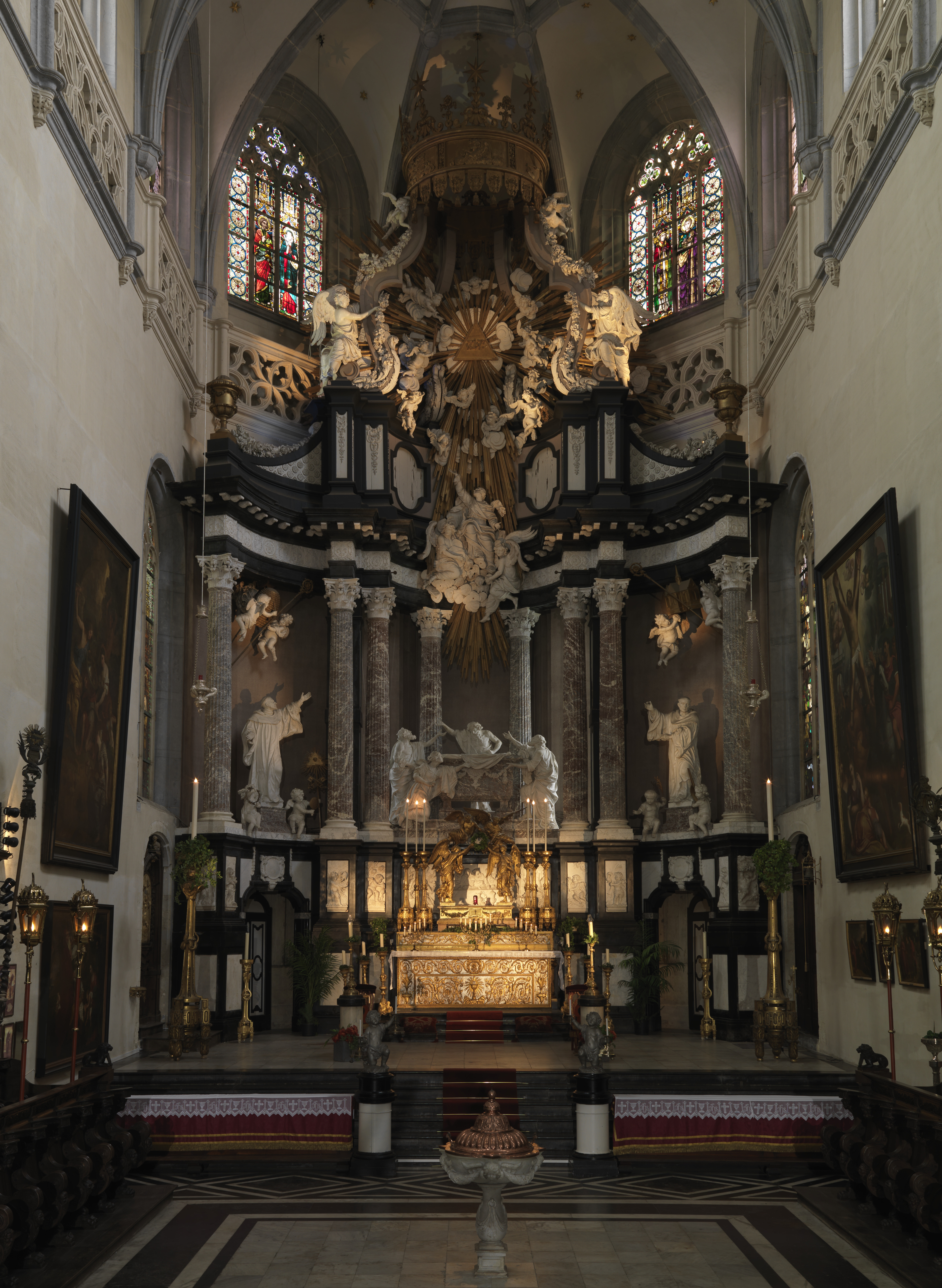
Hoofdaltaar Sint-Andrieskerk

Het huidige hoofdaltaar van de Sint-Andrieskerk werd in 1729 vervaardigd door Willem Ignatius Kerricx (ca. 1729) en Peter I Verbrugghen (1665). Het altaarstuk loopt langs de volledige breedte van het hoogkoor.
Het barokke altaarstuk werd oorspronkelijk gemaakt voor de Sint-Bernardusabdij in Hemiksem. Tijdens de Franse Revolutie werd de abdij echter opgeheven, waarna het altaar in 1805 door het revolutionair bewind werd opgekocht. Om in het koor van de nieuwe bestemming te passen, werden er enkele aanpassingen gemaakt aan het stuk. Zo werden de zijportieken van het altaar naar voren gebracht en zijn de oorspronkelijke engelen die afgebeeld werden, vervangen door kleinere engelen.
Op het retabel wordt de tenhemelopneming van Maria afgebeeld.